# Theodor Habicht
Theodor Habicht (4 avril 1898 - 31 janvier 1944) est une personnalité politique de l'Allemagne nazie. 

## Biographie
Il naît à Wiesbaden et y termine ses études primaires et secondaires avant de s'installer à Berlin. En 1915, il se porte volontaire pour le 74e régiment d'artillerie de campagne de l'armée impériale allemande et sert sur le front de l'ouest, ainsi qu'à Isonzo en Italie. Très impliqué contre le communisme après sa démobilisation en 1919, il participe à des combats contre la Ligue spartakiste.
Habicht rejoint le parti nazi en 1926 et publie quelques revues prônant l'idéologie hitlérienne. Tout en étant député du parlement provincial de Hesse-Nassau (de), il est le dirigeant des nazis au conseil de Wiesbaden. En 1931, il est élu au Reichstag pour Nassau et conserve son poste jusqu'en 1938. La même année il est condamné à la prison, et il part se réfugier en Autriche où il organise un parti nazi clandestin. 
En 1934, il est chargé par Hitler d'organiser le coup d'État contre le dirigeant autrichien Dollfuss. Dollfuss est assassiné, mais le putsch est manqué. En 1936, après deux ans de disgrâce, il devient maire de Wittemberg. En 1939 il devient maire de Coblence. Pendant la guerre, à l'automne 1939, il devient assistant de Ribbentrop au ministère des affaires étrangères. En 1941, il est chargé de surveiller ce qu'il se passe en Norvège. Il rend un rapport défavorable sur Quisling, ce qui lui vaut de tomber définitivement en disgrâce et d'être envoyé sur le front Est par Hitler. Il meurt au combat en 1944.